# De Jantjes (1934)
De Jantjes is een Nederlandse film uit 1934 onder regie van Jaap Speyer. Het verhaal is gebaseerd op het toneelstuk De Jantjes uit 1920 van Herman Bouber, dat in 1922 ook verfilmd werd. Internationaal heeft de film de naam The Tars.

## Verhaal
Dries, Manus en Toon komen na jaren van dienst in Nederlands-Indië terug in Amsterdam in de buurt waar ze van jongs af aan opgroeiden, De Jordaan. In het begin is het feest en drinken de jongens zich helemaal vol, en de pret rond hun thuiskomst is groot. Maar al gauw zijn de jongens ongelukkig in de liefde en het werk ligt ook niet voor het grijpen. Dries wil als eerste weer weg, vooral nadat hij een vechtpartij heeft gehad met Leendert om Blonde Greet. Dries had vernomen dat Greet hem niet trouw was geweest, maar dat berustte op een leugen van de moeder van Leendert. Als alles bij is gelegd moet Dries bekennen dat hij voor 6 jaar heeft getekend op de oost.

## Rolbezetting
| Acteur                | Personage            |
| --------------------- | -------------------- |
| Willy Castello        | Dolle Dries          |
| Johan Kaart jr        | Schele Manus         |
| Jan van Ees           | Blauwe Toon          |
| Fien de la Mar        | Toffe Jans           |
| Suzie Klein           | Blonde Greet         |
| Cissy van Bennekom    | Doortje              |
| Amsy Moina            | Sarina               |
| Marie van Westerhoven | Moeder Betje         |
| Aaf Bouber ten Hope   | Tante Piet           |
| Rika Hopper           | Moeder v Blauwe Toon |
| Heintje Davids        | Na Druppel           |
| Sylvain Poons         | De Mop               |
| Cor Hermus            | Oom Gerrit           |
| Joan Remmelts         | Leendert             |
| Louis Davids          | Een Conferencier     |

## Achtergrond
In 1934 was er de concurrentiestrijd om wie de eerste geluidsfilm zou gaan vertonen in de bioscoop. Uiteindelijk won Willem van Oranje, die in januari werd vertoond. In een interview vertelde regisseur Ernst Winar:
"Er was ene Alex Benno, en die had Actueel Film. Toen kwam Jaap Speyer hier en die kwam in contact met Benno en die zei toen dat hij De Jantjes wilde verfilmen, want daar had hij de rechten voor gekregen. Dat had die Benno zo gedaan, hij had afzonderlijke contracen afgesloten met bioscoopeigenaars voor de filmhuur van De Jantjes. Dat had hij door heel Nederland gedaan, voor veertigduizend gulden aan contracten bij elkaar. Ze hebben [Isidoor] Biedermann omgepraat en gezegd: 'Geld hoeven we niet van je te hebben, bouw jij nou een studio voor ons voor de binnenopnamen. Daar reken je zoveel voor per dag en dat betalen wij je dan. Daar kun je alleen maar mee verdienen.' Biedermann heeft toen een oude fabriek gekocht in Duivendrecht en die laten inrichten. Hij heeft ook een Tobis Klangfilm apparatuur gekocht, zo'n grote geluidswagen, maar hij wilde geen geld steken in de productie. Zo zijn ze met De Jantjes begonnen, maar dat was een heel valse calculatie. Want Speyer was niet eerlijk geweest, hij had gezegd: 'Je kan De Jantjes gemakkelijk voor die prijs maken', maar halverwege waren de centen op en stond de productie stil. Er was geen geld meer en Biedermann wilde er geen geld insteken, want die kreeg al zoveel aan studioverhuur. Toen is Loet C. Barnstijn ertussen gekomen. Die had een groot verhuurkantoor, 'Standaard'. Hij is naar Duivendrecht gekomen en heeft zich de opnamen van De Jantjes die gemaakt waren voor laten draaien. Hij vroeg: 'Hebben jullie dat hier gedraaid?' 'Ja'. Toen zei hij: 'Ik wil de film klaarmaken en jullie geld geven. Maar dan moet ik alles weten over de financiering, wie er allemaal geld krijgen.' Hij heeft alle contracten geannuleerd, want hij wilde niet dat die theatereigenaars de film kregen. Toen heeft hij de film verder klaargemaakt met Biedermann, maar hoe dat verder financieel zat weet ik niet meer."
Omdat haar echtgenoot betrokken was bij het schrijven van de teksten, werd Heintje Davids aangesteld in de hoofdrol. Haar tegenspeler Sylvain Poons werd gecast op initiatief van Speyer, die hem had gezien op het toneel in het Grand Theater. Suzie Klein verving Beppie de Vries als Blonde Greet. De opnames begonnen in september 1933, vlak nadat Willem van Oranje was voltooid. Er ontstonden geruchten dat de film eerder dan Willem van Oranje uitgebracht zou worden, maar de buitenscènes bleken moeilijker op te nemen dan gedacht. De film zou bijna niet zijn afgemaakt, omdat het geld bijna op was. Al snel vond men een gewillige filmfinancier genaamd Loet Barnstijn die tevreden was over de tot dan toe gefilmde beelden en nog een bedrag van 30.000 gulden in de productie pompte. Volgens Poons kreeg bijna elke castlid niet meer dan 25 gulden uitbetaald, uitgezonderd de hoofdrolspelers.
De Jantjes werd de tweede Nederlandse geluidsfilm en werd een groter succes. Het werd, in tegenstelling tot zijn concurrent, met lovende kritieken ontvangen. Barnstijn hield naar verluidt een kwart miljoen gulden over aan winst. Het behoort tot de ensemblefilms van de categorie Jordaanfilm, waarvan er in de jaren 30 een aantal werd vervaardigd, zoals Bleeke Bet en Oranje Hein. Tegenwoordig staat het bekend als een van de succesvolste films uit de jaren 30. Samen met Pygmalion (1937), was het de enige uit ruim veertig films uit die periode die zowel door het publiek als de pers positief werd ontvangen. Bleeke Bet was een van de films die op het succes van De Jantjes probeerde te teren.

## Verdere bijzonderheden
De studio was al voor opening bekend als Cinetone Filmstudio's Amsterdam. Een ander locatie was Hotel Atlantic op de hoek Westeinde en Nicolaas Witsenkade; daar werd bijvoorbeeld Draaien, altijd maar draaien opgenomen; in de jaren erna vergaderde de Nationaal-Socialistische Beweging (NSB) er terwijl elders in het gebouw Joodse onderduikers waren ondergebracht; het gebouw ging in 1976 tegen de vlakte. In 1959 werd er een reünie gehouden van de mensen die aan de film hadden bijgedragen op de marinekazerne Kattenburg in Amsterdam. Hoewel de film veel geld gekost heeft, kwam het toch uit de rode cijfers en bracht het nog zo'n 200.000 gulden op. De Jantjes was enige tijd recordhouder van het aantal kopieën, met 16 stuks.